# Asociația Producătorilor și Importatorilor de Automobile
Asociația Producătorilor și Importatorilor de Automobile (APIA) este o asociație din România care reunește cele mai importante societăți din domeniul automobilului: producătorii naționali, importatorii de autovehicule precum și alte firme din domeniul componentelor și accesoriilor auto sau al lubrifianților.
A fost înființată în anul 1994 iar din 1996 este membru al Organizației Internaționale a Constructorilor de Automobile (OICA), forul mondial al constructorilor de automobile.